# فيك هاريس
فيك هاريس (بالإنجليزية: Vic Harris)‏ هو لاعب كرة قاعدة أمريكي، ولد في 27 مارس 1950 في لوس أنجلوس في الولايات المتحدة.

## وصلات خارجية
- فيك هاريس على موقع الدوري الياباني لكرة القاعدة (الإنجليزية)
- فيك هاريس على موقعبيزبول رفرنس.كوم (الدوري الرئيسي) (الإنجليزية)
- فيك هاريس على موقعبيزبول رفرنس.كوم (الدوري الثانوي) (الإنجليزية)